# Deutschland Tour 2001
| Endstand nach der 8. Etappe |                     |                          |
| Sieger                      | Alexander Winokurow | 30:57:17 h (39,900 km/h) |
| Zweiter                     | Aitor Garmendia     | + 1:56 min               |
| Dritter                     | Rolf Aldag          | + 1:58 min               |
| Vierter                     | Bart Voskamp        | + 2:14 min               |
| Fünfter                     | Félix García Casas  | + 2:15 min               |
| Sechster                    | Bert Grabsch        | + 2:18 min               |
| Siebter                     | Markus Zberg        | + 2:46 min               |
| Achter                      | Udo Bölts           | + 2:46 min               |
| Neunter                     | Georg Totschnig     | + 2:50 min               |
| Zehnter                     | Franco Pellizotti   | + 4:04 min               |
| Sprintwertung               | Erik Zabel          | 133 P.                   |
| Zweiter                     | Sven Teutenberg     | 79 P.                    |
| Dritter                     | Alexander Winokurow | 54 P.                    |
| Bergwertung                 | Corey Sweet         | 32 P.                    |
| Zweiter                     | Steve Zampieri      | 20 P.                    |
| Dritter                     | Rolf Aldag          | 16 P.                    |

Die 3. Deutschland Tour fand vom 29. Mai bis 4. Juni 2001 statt. Sie führte von Hamburg über 1.235,1 Kilometer nach Stuttgart quer durch die Republik. Es gingen 142 Fahrer aus 18 Profiteams an den Start, von denen 101 das Ziel erreichten.
Wie in den vergangenen zwei Jahren musste die Rundfahrt wieder mit dem zeitgleich ausgetragenen Giro d’Italia konkurrieren. Da es Publikumsmagnet Jan Ullrich vorzog, sich seine Form für die bevorstehende Tour de France dort anzutrainieren, war das Zuschauerinteresse leicht rückläufig.

## Verlauf
Die ersten vier Etappen standen ganz im Zeichen der Sprinter. Tom Steels auf der ersten Etappe, Erik Zabel auf der zweiten und dritten und der zuvor lang verletzte Óscar Freire auf der vierten Etappe sicherten sich die Siege. Zabel holte sich das Weiße Trikot des Leaders am Ende der zweiten Etappe von Steels und gab es bis zum Einzelzeitfahren nicht ab. Zuvor konnte Matthias Buxhofer sich den Tagessieg auf der fünften Etappe sichern, als er zwei Sekunden Vorsprung ins Ziel rettete. Wie im Vorjahr holte sich auch dieses Jahr der Sieger des Zeitfahrens Alexander Winokurow den Rundfahrtssieg. Favorit Andreas Klöden stürzte und konnte die in ihn gesetzten Hoffnungen nicht erfüllen. Am Ende des Tages wurde er Dritter. Mit den abschließenden Tagessiegen von Rolf Aldag, der sich auf der Königsetappe im Schwarzwald durch Schnee und Hagel kämpfte, und Zabel, der wiederum im Massensprint siegte, demonstrierte das Team Telekom seine Vormachtstellung im deutschen Radsport vor dem Team Gerolsteiner und dem Team Coast.

## Etappen
| Etappen   | Tag     | Start – Ziel             | km         | Etappensieger       | Gesamterster        |
| --------- | ------- | ------------------------ | ---------- | ------------------- | ------------------- |
| 1. Etappe | 29. Mai | Hamburg – Hannover       | 209,9      | Tom Steels          | Tom Steels          |
| 2. Etappe | 30. Mai | Goslar – Erfurt          | 173        | Erik Zabel          | Erik Zabel          |
| 3. Etappe | 31. Mai | Erfurt – Bad Neustadt    | 176,9      | Erik Zabel          | Erik Zabel          |
| 4. Etappe | 1. Juni | Bad Neustadt – Mannheim  | 239,8      | Óscar Freire        | Erik Zabel          |
| 5. Etappe | 2. Juni | Mannheim – Heppenheim    | 91,3       | Matthias Buxhofer   | Erik Zabel          |
| 6. Etappe | 2. Juni | Weinheim – Heppenheim    | 27,2 (EZF) | Alexander Winokurow | Alexander Winokurow |
| 7. Etappe | 3. Juni | Offenburg – Freudenstadt | 159,5      | Rolf Aldag          | Alexander Winokurow |
| 8. Etappe | 4. Juni | Freudenstadt – Stuttgart | 157,5      | Erik Zabel          | Alexander Winokurow |